# Résolution 309 du Conseil de sécurité des Nations unies
Membres permanents
- Chine
- États-Unis
- France
- Royaume-Uni
- URSS

Membres non permanents
- Argentine
- Belgique
- Guinée
- Inde
- Italie
- Japon
- Panama
- Somalie
- Soudan
- Yougoslavie

Résolution no 308 Résolution no 310
La résolution 309 du Conseil de sécurité des Nations unies est adoptée à 14 voix et une abstention lors de la 1 638e séance du Conseil de sécurité des Nations unies le 4 février 1972, après avoir réaffirmé les résolutions antérieures sur la question, le Conseil a invité le secrétaire général, en étroite coopération avec un groupe du Conseil composé de représentants de l'Argentine, de la Somalie et de la Yougoslavie, à établir dès que possible des contacts avec toutes les parties concernées pour permettre au peuple namibien d'exercer son droit à l'autodétermination et à l'indépendance. Le Conseil a invité l'Afrique du Sud à coopérer et a demandé au secrétaire général de lui faire rapport au plus tard le 31 juillet 1972.
La résolution a été adoptée à l'unanimité avec 14 voix ; la Chine n'a pas participé au vote.

### Sources
- (en) Cet article est partiellement ou en totalité issu de l’article de Wikipédia en anglais intitulé « United Nations Security Council Resolution 309 » (voir la liste des auteurs).

### Texte
- Résolution 309 sur fr.wikisource.org
- Résolution 309 sur en.wikisource.org